# Viktor Rybakov
Viktor Rybakov, född den 28 maj 1956, är en sovjetisk boxare som tog OS-brons i bantamviktsboxning 1976 i Montréal och därefter ytterligare ett OS-brons i fjäderviktsboxning 1980 i Moskva. 1980 förlorade han mot Rudi Fink från Östtyskland med 1-4 i semifinalen.